# Bethelkerk (Weert)
De Bethelkerk is een protestants kerkgebouw te Weert, gelegen aan Maaspoort 30.

## Geschiedenis
Het protestantse kerkje te Budel werd gebouwd in 1812. Veel Budelse protestanten kwamen van buiten Budel, en waren douaniers, marechaussees en soortgelijk grensbewakend personeel uit het noorden. De protestanten uit Weert en omgeving moesten zich in de feodale tijd en enige tijd daarna via de zogeheten Geuzendijk naar Budel begeven. 
De Hervormde gemeente in Weert werd in 1852 opgericht en er werd gekerkt in een pand dat tegenwoordig als Oelemarkt 12 bekend staat. Aanvankelijk werd ze bediend vanuit Roermond.
In 1859 werd de Hervormde gemeente zelfstandig, maar ze was erg klein en had slechts enkele tientallen lidmaten. Vanaf 1879 was het aantal lidmaten te klein om in een functionerende kerkenraad te voorzien. Die functie werd toen door Maastricht waargenomen. De kerk aan de Oelemarkt werd in 1884 gerestaureerd.
Sindsdien groeide het aantal lidmaten weer. In 1900 werd weer een predikant aangesteld en in 1901 werd weer een kerkenraad geïnstalleerd. Een aantal jaren later kwam een nieuw Hervormd kerkgebouw tot stand, dat ook tegenwoordig nog in gebruik is.
Deze achtkante zaalkerk werd gebouwd van 1910-1912 naar ontwerp van George van Heukelom. De kerk heeft boven de ingang een gevelsteen met als opschrift: Gewisselijk is de Heer aan deze plaats. De kerk heeft een dakruiter waarin een klok uit 1512 hangt, die gegoten werd door Geert van Venlo.
Reeds in 1952 werkten de Hervormde gemeenten van Weert en Budel samen
De kerk werd in 1973 gerestaureerd en toen werden de hervormde gemeenten van Budel en Weert samengevoegd. Sindsdien volgden de Budelse protestanten de Geuzendijk in omgekeerde richting om ter kerke te gaan. Einde 1983 ging de Hervormde gemeente Weert/Budel op in de Reformatorische Kerkgemeenschap Weert e.o. en werd in 2004 onderdeel van de Protestantse Kerk in Nederland. Zij bedient een protestantse gemeente die een groot gebied bestrijkt dat verdeeld is over twee Nederlandse provincies: Noord-Brabant en Limburg. Het omvat de zuidrand van Noordoost-Brabant en een groot deel van Noord-Limburg. Ondanks de grootte van het gebied, zijn er slechts een 500-tal protestanten.